# Marlène
"Marlène" foi a canção que representou o Mónaco no Festival Eurovisão da Canção 1970, interpretada em francês por  Dominique Dussault. Foi a décima canção a ser interpretada na noite do evento, a seguir à canção espanhola "Gwendolyne", cantada por Julio Iglesias e antes da canção alemã "Wunder gibt es immer wieder", interpretada por Katja Ebstein. Terminou a competição em oitavo lugar (entre 12 países participantes), tendo recebido um total de 5 pontos. 

## Autores
- Letra: Henri Dijan
- Música: Eddie Barclay e  Jimmy Walter
- Orquestração: Jimmy Walter

## Letra
A canção é um cântico de louvor a Marlene Dietrich, a quem Dussault refere-se como "uma silhueta no in Sexyrama". Ela compara-se a Marlene e chega à conclusão que ela nunca será como Marlène Dietrich. 

## Fonte e ligações externas
- (em inglês) Letra e outras informações